# Sapporo
Sapporo (札幌市 Sapporo-shi) er en by på øen Hokkaido i Japan. Den er hovedstad i præfekturet Hokkaido, landets nordligste. Med et indbyggertal på 1.959.313 (2020) indbyggere er den Japans femtestørste by hvad angår befolkningstal, og arealmæssigt landets tredjestørste.
I 1972 fandt de olympiske vinterlege sted i byen. Hvert år bliver Sapporo Snow Festival afholdt i byen med over 2 millioner besøgende fra hele verden. 
Sapporo er et af de mest populære turistmål i Japan, og i 2006 var besøgstallet over 14 millioner. Mange af turisterne kommer ikke kun på grund af byen, men også for at udforske hele øen Hokkaido med dens vildmarker og fjerntliggende områder.

## Universitet
- Hokkaido University Arkiveret 2. april 2014 hos  Wayback Machine, 北海道大学
- Hokkaido University of Education Arkiveret 25. januar 2014 hos  Wayback Machine, 北海道教育大学
- Sapporo City University, 北海道市立大学
- Sapporo Medical University, 札幌医科大学